# 東大寺大仏殿の戦い
東大寺大仏殿の戦い（とうだいじだいぶつでんのたたかい）は、永禄10年（1567年）4月18日から10月11日のおよそ半年間にわたり松永久秀、三好義継と三好三人衆、筒井順慶、池田勝正らが大和東大寺周辺で繰り広げた市街戦。松永久秀の居城であった多聞山城の周辺でも戦闘があったため「多聞山城の戦い」とも呼ばれている。

## 開戦の経緯

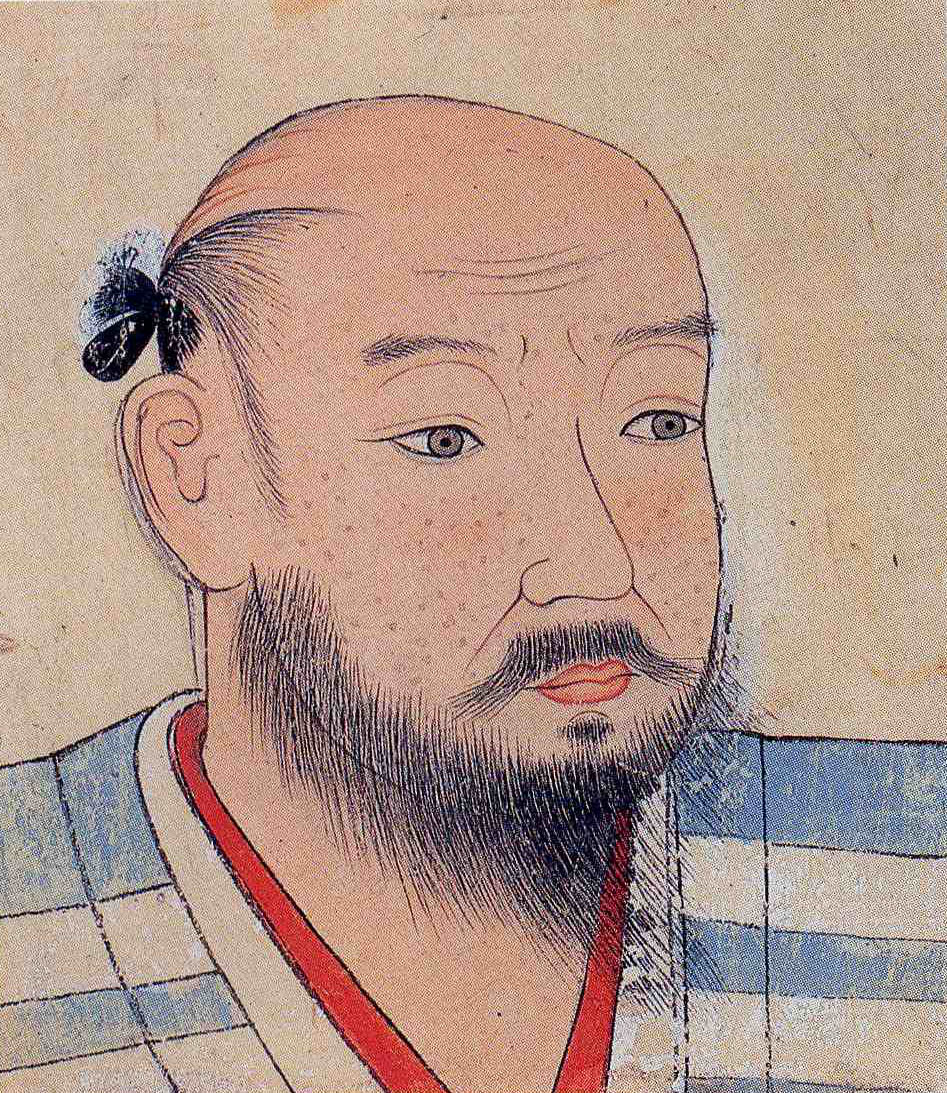
足利義輝像

永禄7年（1564年）7月に飯盛山城で三好長慶が病死すると、翌永禄8年（1565年）5月19日に、三好三人衆（三好長逸・三好政康・岩成友通）は第13代将軍足利義輝を暗殺した（永禄の変）。義輝が将軍親政を復活させようとしたことに危機感を抱いたためと言われている。この永禄の変以降、三好政権の中心にいた三人衆と松永久秀は政権の主導権を巡って対立した。
同年11月16日、三人衆軍は当時松永方の城であった飯盛山城を突如襲って、三好長慶の甥で後継であった三好義継を高屋城に庇護した。これにより三人衆と久秀の対立は決定的になっていく。

### 前哨戦
すぐさま松永軍は行動を開始すると、久秀と長らく敵対関係にあったため三人衆と協調していたと思われる筒井順慶に矛先を向けた。その居城であった筒井城において筒井城の戦いとなり、同年11月18日に落城させた。しかし、松永軍が均衡を保てたのはここまでで、次第に劣勢に立たされていく。
翌永禄9年2月17日（1566年3月18日）、三人衆に加担する安宅信康に率いられた淡路衆が炬口城を出立、軍船百数十艘で兵庫に上陸。松永方の摂津の本拠地であった滝山城を攻囲したのである。更に同年4月4日、三人衆軍は筒井軍と合流。総勢6千兵で多聞山城に向かうと、迎撃の松永軍3千兵による抑えを突破。同月11日には多聞山城の城下町を、13日には古市城の城下町をそれぞれ打廻った末に、16日には美濃庄城を落城させた。
これに危機感を覚えた久秀は5月19日、多聞山城から5千の兵を率いて大和を出国。木津川を下って摂津野田城付近に上陸すると、そこに伊丹城主伊丹親興、山下城主塩川満国、越水城主瓦林三河守らの摂津国人衆の増援軍と合流を果たした。それだけに留まらず、さらに野田城より南下して、同盟関係にあった畠山高政に率いられた根来衆等の紀伊勢の支援まで得た上で、5月下旬ごろより6千兵で堺を制圧。かつては堺公方を設けていたように、三好氏にとって畿内の戦略基盤としていた都市を三人衆から奪取した。

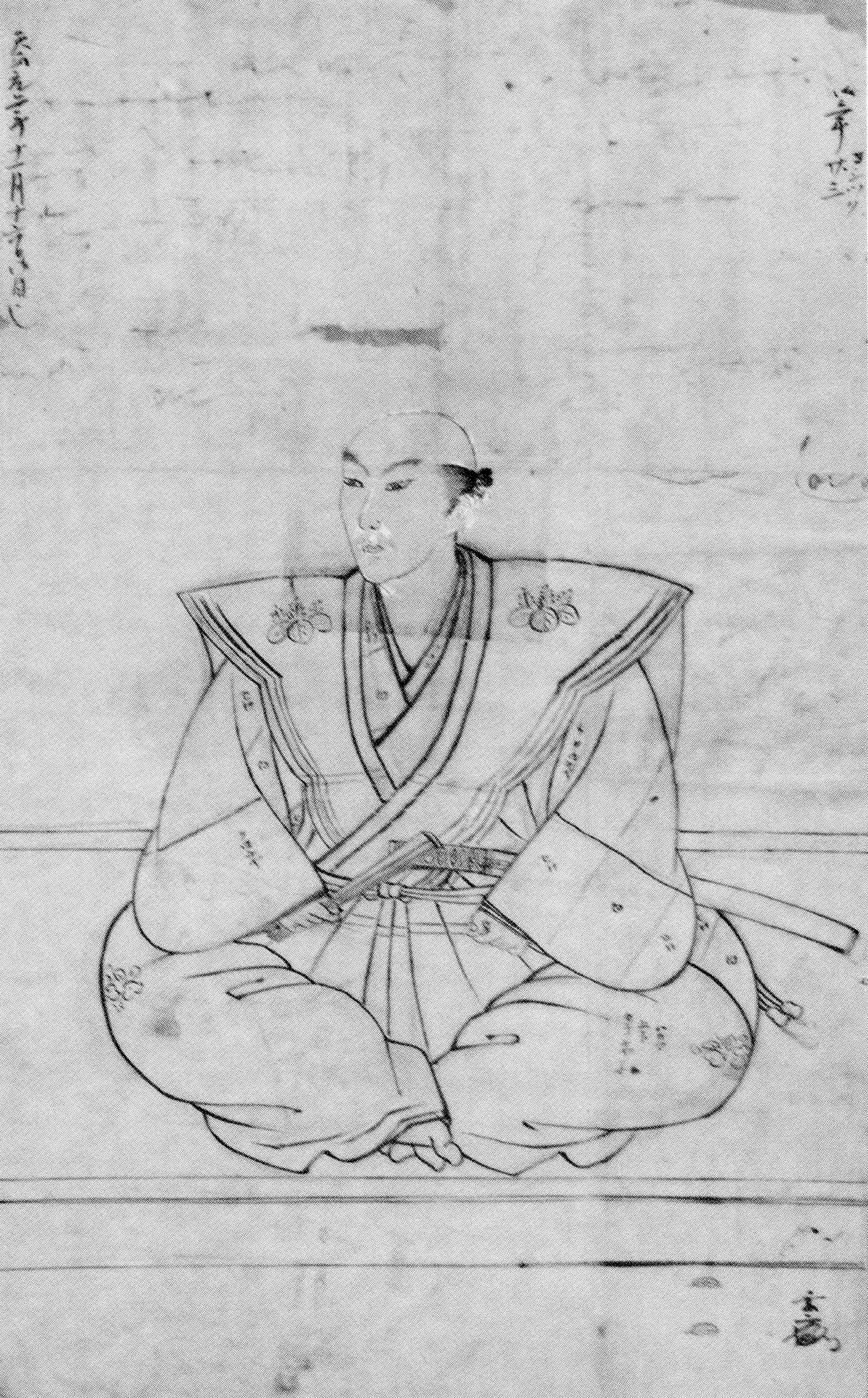
三好義継像

しかし三人衆軍も対応し、堺に向け兵を動かした。更に高屋城にいた三好義継、三好康長軍、池田城にいた池田勝正軍、滝山城を攻囲していた安宅信康軍の一部を加わえ、総勢1万5千兵で松永がいる堺を包囲した。
松永軍6千兵に対し、三人衆軍1万5千兵では自軍の劣勢を認めざるを得ず、久秀は津田宗達と会合衆に仲介を申し出、堺を戦場としない、自らの敗北を認めるという条件で停戦を結ぶことになる。30日に久秀は姿を見せず、久秀の明け渡した堺には代わりに三人衆軍が駐屯し、畠山高政は紀伊に帰国した。なお、この仲介に成功すると津田宗達は間もなく死去した。
劣勢の松永軍に追い討ちを掛けるように大和では、6月8日に筒井軍は筒井城を攻城し、居城の奪還に成功した。また6月14日、篠原長房率いる阿波、讃岐の1万5千兵が兵庫に上陸した。6月24日、三人衆はここに至り、遺言で秘されてあった長慶の死を世間に公表すると、三好氏の新当主に据えた義継を喪主とする葬儀を真観寺で営んだ。ここから三人衆軍の久秀討伐に向けた攻撃が始まる。
| 合戦日付 | 合戦場所     | 三好三人衆側勢力                                | 松永久秀側勢力            | 状況                              |
| -------- | ------------ | ----------------------------------------------- | ------------------------- | --------------------------------- |
| 7月13日  | 山城小泉城   | 三好三人衆軍                                    | 松永久秀軍 （城主不明）   | 占領                              |
| 7月13日  | 山城淀城     | 三好三人衆軍                                    | 松永久秀軍 （城主不明）   | 占領                              |
| 7月13日  | 山城勝竜寺城 | 三好三人衆軍                                    | 松永久秀軍 （城主不明）   | 占領                              |
| 7月14日  | 摂津越水城   | 篠原長房軍                                      | 瓦林三河守                | 落城                              |
| 7月25日  | 摂津伊丹城   | 篠原長房、池田勝正連合軍                        | 伊丹親興、 塩川満国連合軍 | 攻囲                              |
| 8月14日  | 摂津堀城     | 篠原長房軍                                      | 細川藤賢軍                | 落城                              |
| 8月17日  | 摂津滝山城   | 安宅信康、別所連合軍 （別所軍は援軍として到着） | 松永久秀軍 （城主不明）   | 落城 （詳細は滝山城の戦いを参照） |
| 9月5日   | 摂津伊丹城   | 篠原長房、池田勝正連合軍                        | 伊丹親興、 塩川満国連合軍 | 落城                              |

上記2ヶ月に亘る軍事行動によって山城、摂津を統治下に置いた三人衆は、新たな征夷大将軍としようと画策する足利義栄を9月23日に越水城へ入城させ、12月7日には普門寺城へ入城させている。

### 転機
翌永禄10年4月6日（1567年5月24日）、松永久秀がいる信貴山城に三好義継が保護を求めてきた。
三好氏の当主という地位は、劣勢下にあった久秀に大義名分を与えるだけの効果を保持していただけに、久秀は当時16歳であった義継を迎え入れた。

## 戦いの状況

### 布陣
この動きを察知した筒井順慶は戦闘準備を整えるため、筒井城の防備を固めた。同年4月11日、義継を擁する久秀は信貴山城から多聞山城に移動した。
その間、義継が久秀に寝返ったことに対して三人衆は大和へ入国。4月18日に三人衆軍と筒井軍は連合軍となって奈良周辺に出陣し、大和の情勢は緊張状態が高まっていった。この時の三人衆・筒井連合軍の兵力は『多聞院日記』によると1万余り、『東大寺雑集録』によると2万兵にもなっていたと記載されている。

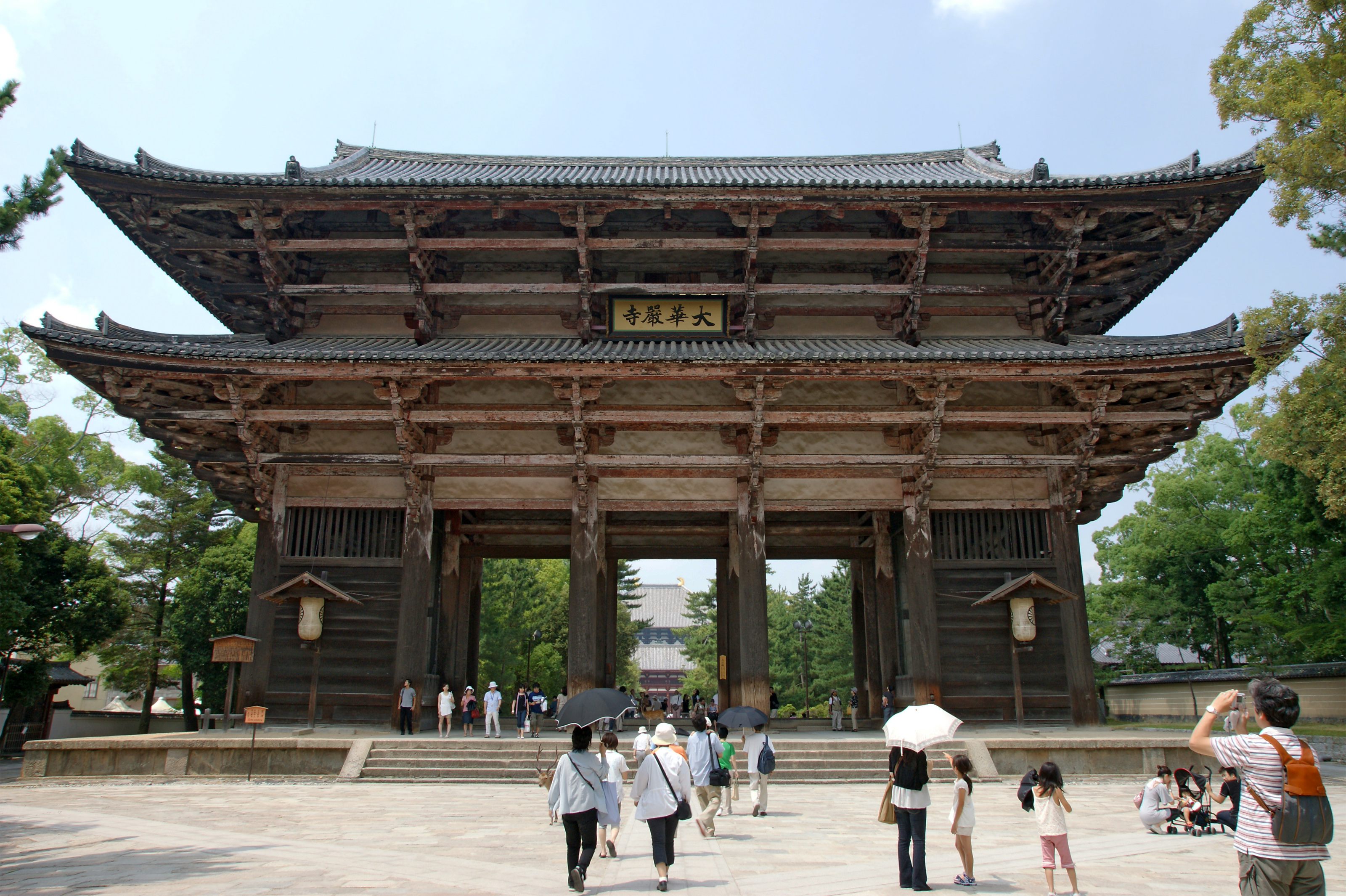
東大寺南大門

三人衆・筒井連合軍は広芝、大安寺、白毫寺に布陣した。これに対して松永・三好連合軍は戒壇院、転害門に軍を進めた。4月24日、更に三人衆・筒井連合軍は天満山、大乗院山に軍を進め間合いを詰め、この日の夕刻より戦闘が開始された。東大寺の南大門周辺で両軍の銃撃戦が繰り広げられ、真夜中になっても銃声が聞こえた。その後前線部隊の小規模な戦闘があったが、多聞山城との間合いを詰めるべく、三人衆は東大寺に陣を進めたいと考えていた。これに対して順慶は当初反対していたが、こう着状態を避けるべく興福寺を通じて東大寺への布陣の許可を申し出た。これに対して寺側は積極的に許可した。これは順慶自身が興福寺側であったことと、松永・三好連合軍は戒壇院、転害門に許しを得ず布陣しており、多聞山城の築城以降、久秀に対して寺領が侵されるなど不満が高まっていたと指摘されている。

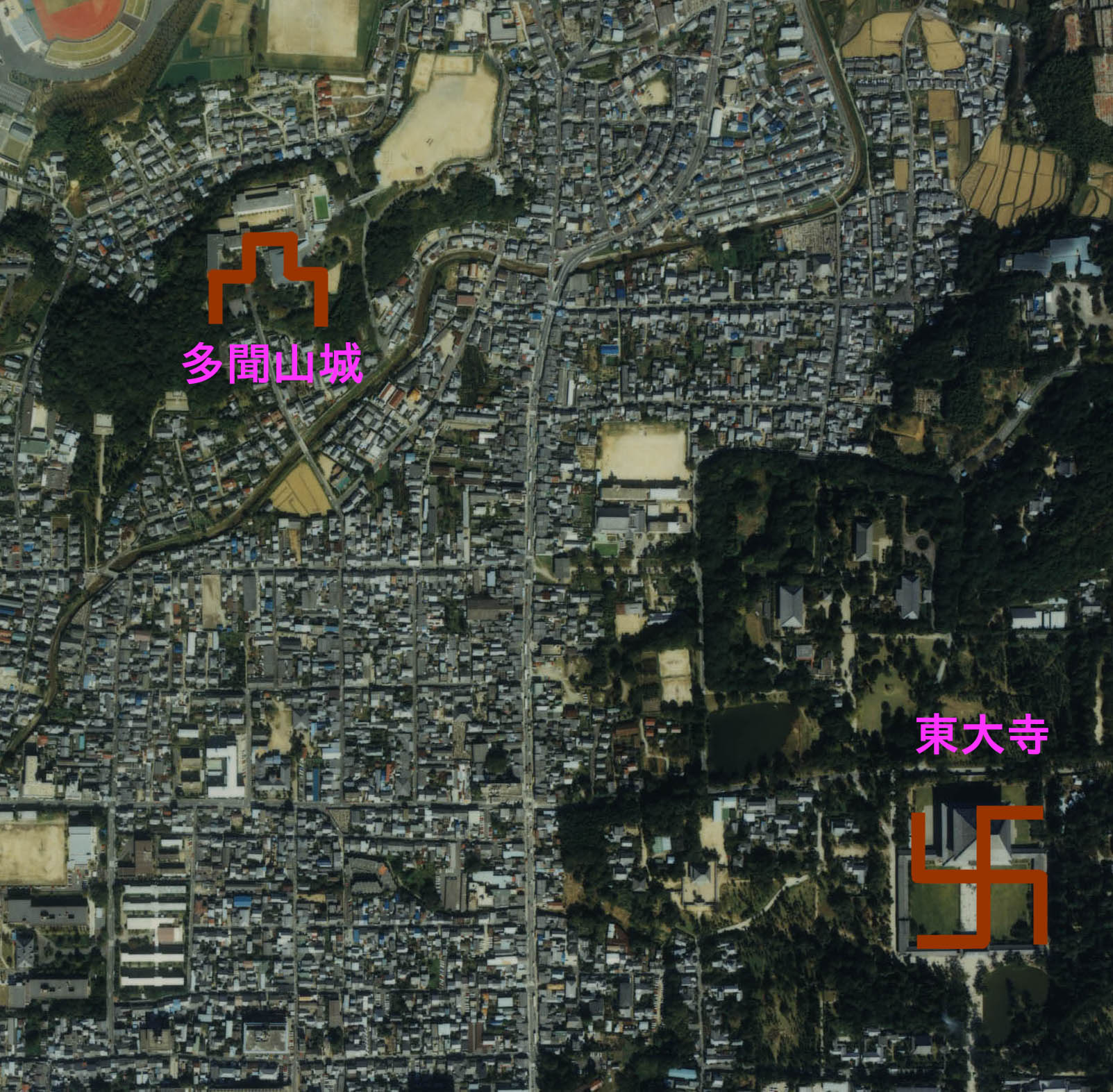
多聞山城と東大寺の位置/昭和60年のカラー空中写真

同年5月2日、許しを得た三人衆の1人岩成友通隊は1万兵で東大寺へ軍を進め布陣した。これに対して松永軍も戒壇院の防備を固め立て篭もった。両軍はかなり接近した位置に対峙することになる。この時の状況を｢大天魔の所為と見たり｣(『多聞院日記』)と悲観し、かなりの緊張状態になったことがうかがえる。
5月15日、足利義栄を普門寺城で警護軍として駐屯していた篠原長房、池田勝正連合軍は8千兵で大和に入国、5月17日に西方寺に布陣し、これに即応した三人衆の1人三好政康隊が兵8千を引き連れて西ノ坂へ陣変えし、また岩成友通隊は氷室山法雲院の背後に布陣し、筒井軍は引き続き大乗院山に陣取り、東大寺南側を警戒し多聞山城への出入りを封鎖する策に出たと思われている。

### 前哨戦
池田軍は着陣した翌5月18日、宿院城を攻城した。勝正は宿院城を抑えると興福寺の寺領を侵さずに北へ真っ直ぐ攻め上ることが可能になるため、重要な拠点と考えたと思われている。しかし松永軍もここを重要な拠点と考えていたのか頑強に防御し、逆に池田軍は多くの兵を失い西方寺に退却した。一応この日の戦いでは勝利した松永軍であったが、多聞山城の間際まで攻め込まれたことに危機感を覚え、陣地として使用できそうな
- 般若寺
- 文殊堂
- 仏餉堂
- 妙光院
- 観音院

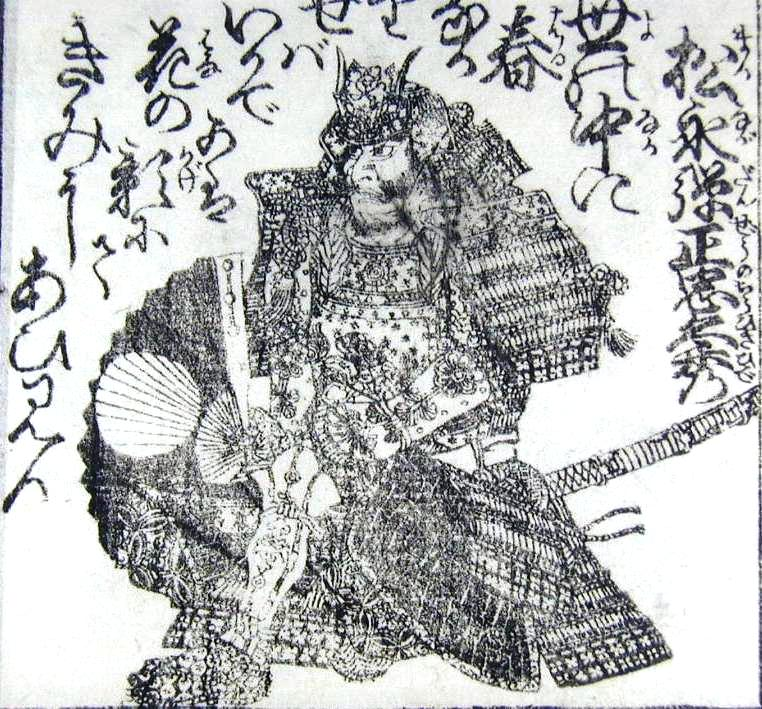
松永久秀画像

等を焼き払った。5月23日、池田軍は多聞山城の背後にある大豆山に陣をひいたが翌5月24日に松永軍に撃退されて再び西方寺に退却した。この時も松永軍は
- 宝徳院
- 妙音院
- 徳蔵院
- 金蔵院

等を焼き尽くした。

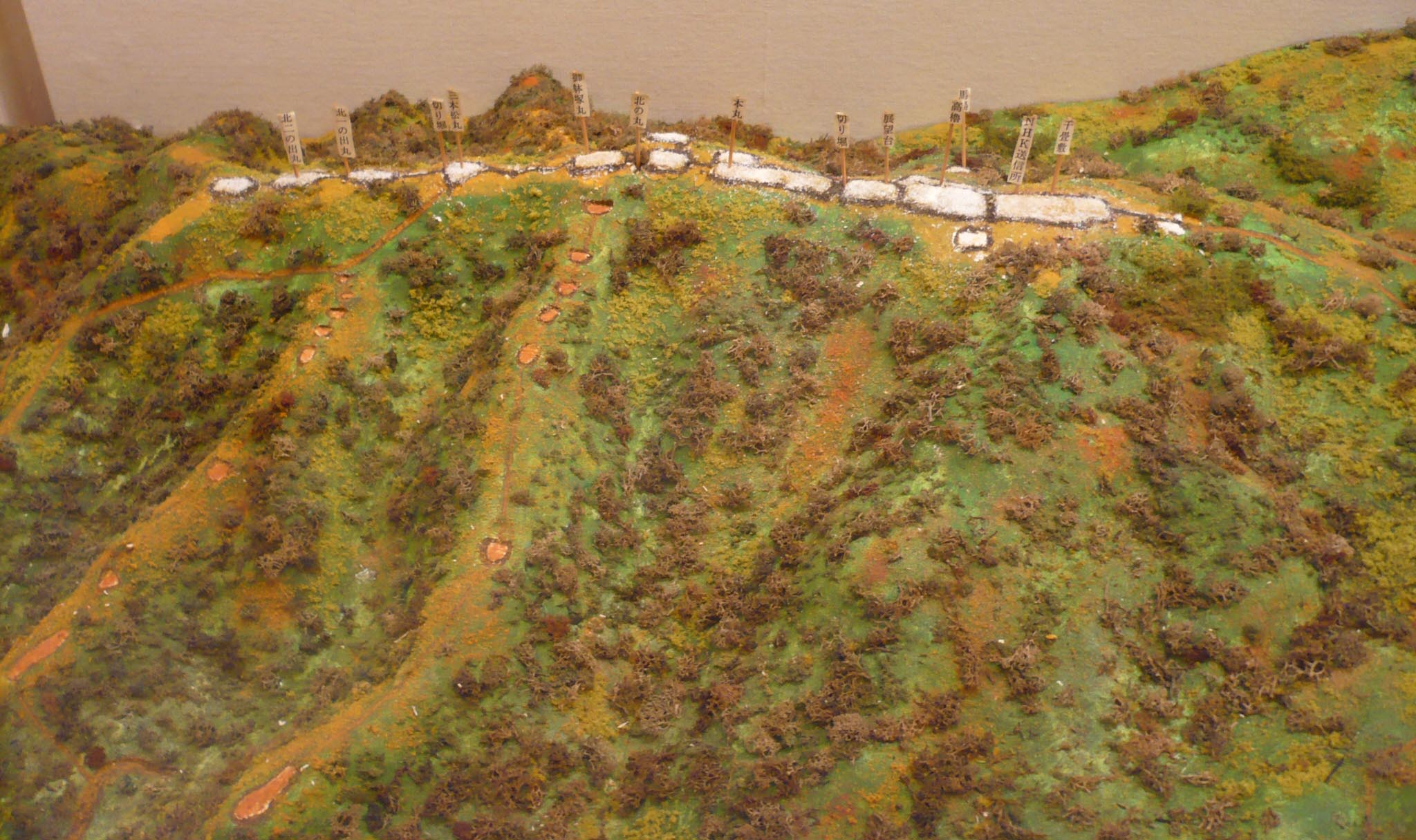
飯盛山城の模型

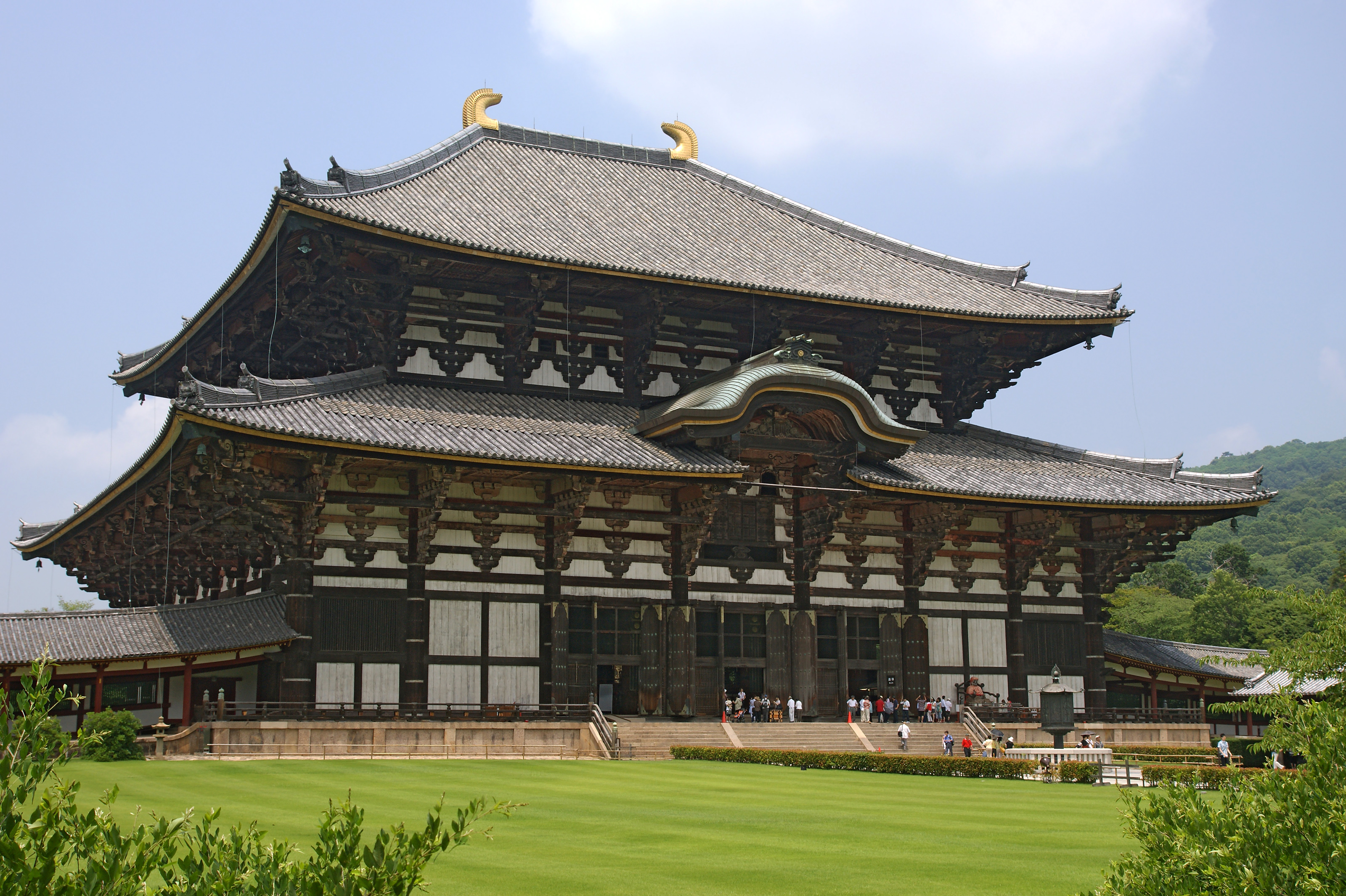
現在の大仏殿

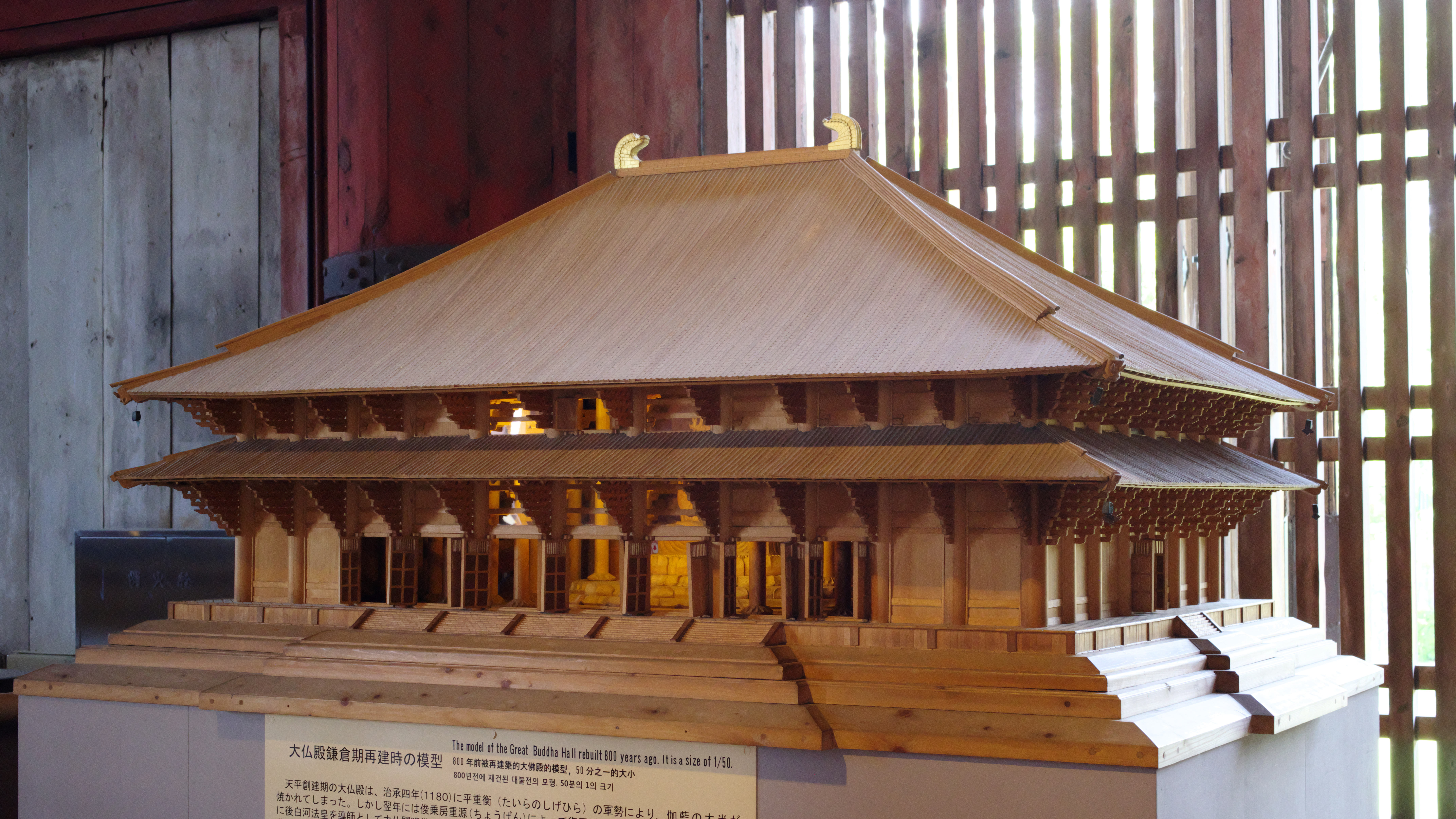
鎌倉再建大仏殿復元模型（兵火前）/現在の大仏殿と比べて横幅があり逆に高さが低い

同年8月25日、久秀の援軍要請をうけ、畠山高政が率いる根来衆が再び出軍し、三人衆軍に属していた飯盛山城の城主松山安芸守が裏切り畠山軍に加勢した。9月上旬頃、畠山軍が紀ノ川沿いに大和に入国してきたが、これに対して岩成友通、篠原長房連合軍が迎撃にあたり紀伊に撃退した。しかし、飯盛山城は未だ松永軍に属しており、背後から攻撃されることを避けるためそのまま河内に兵2千をすすめ、飯盛山城を攻囲した。
多聞山城や飯盛山城の周辺で戦いが続いている中、寺社から久秀へ音物（いんもつ）が届けられるようになる。これは久秀に寺社を焼かれない為の切実な配慮ではなかったかと記している。これが功を奏したのかは解らないが、以後両軍で小規模な戦闘が起きたとしても、寺院を焼く事はなくなっていった。またこの戦闘が続いている中、松永軍は飯盛山城の救援軍として兵500を向かわせた。

### 東大寺攻め

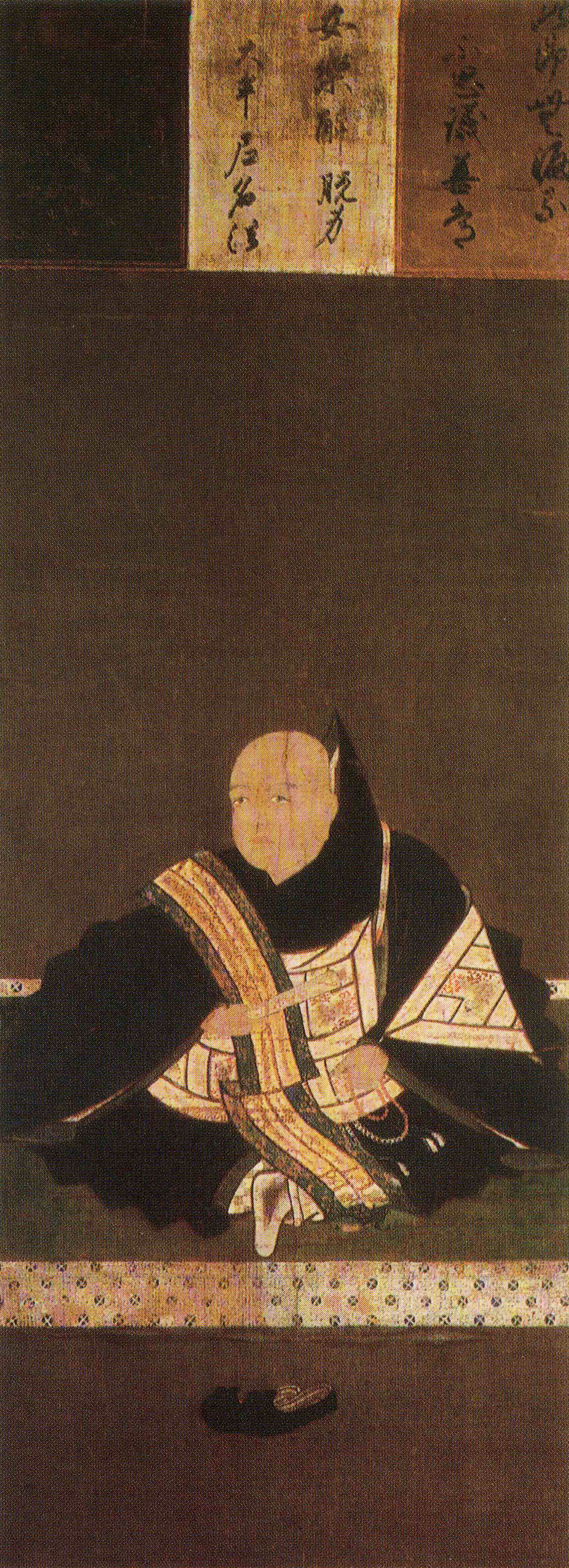
筒井順慶画像

三人衆・筒井連合軍が奈良に駐屯してから約6ヵ月が経過した。多聞山城を背後に松永・三好連合軍も奮闘しているが、兵力は三人衆・筒井連合軍が上で、有利に作戦を展開していた。膠着状態の中、10月10日に松永・三好連合軍は三人衆軍の本陣がある東大寺を奇襲した。この時の戦いの状況を｢今夜子之初点より、大仏の陣へ多聞城から討ち入って、数度におよぶ合戦をまじえた。穀屋の兵火が法花堂へ飛火し、それから大仏殿回廊へ延焼して、丑刻には大仏殿が焼失した。猛火天にみち、さながら落雷があったようで、ほとんど一瞬になくなった。釈迦像も焼けた。言語道断｣(『多聞院日記』)と記している。午後11時に戦闘が開始され、戦闘中に穀屋から失火し法花堂それから大仏殿回廊、そして日をまたいだ翌10月11日午前2時には大仏殿が焼失したようである。また、｢四ツ時分から、大仏中門堂へ松永軍が夜討、三人衆側も死力を尽くして戦ったが対抗できず、遂には中門堂と西の回廊に火を放たれて焼失した。この戦いで多くの者が討ち死にした。｣(『多聞院日記』)と記しており、『東大寺雑集録』にも午後10時と記載されているので、戦闘はこの時間帯から開始されたと思われている。十分な戦闘準備が整っていない三人衆軍の不意打ち狙いであり、東大寺は防備を目的とした砦でもなく、そのような中で懸命に防ごうとしたが支えきれず、浮き足だって崩れ去っていったのではないかと思われる。この戦いで三人衆軍は討ち死にしたり、焼け死んだりした者が300名を数えた。またルイス・フロイスの『日本史』では違う内容で記載している。｢多聞山城を包囲した軍勢の大部分は、その大仏の寺院の内部とこの僧院のあらゆる場所に宿営した。その中には我らの同僚によく知られていた一人の勇敢な兵士もいたのであるが、我らは世界万物の創造者に対してのみふさわしい礼拝と崇敬のことに熱心な、誰かある人にたきつけられたからというのではなく、夜分、自分が警護していた間に、ひそかにそれに火を放った。そこで同所にあったすべてのものは、はるか遠くはなれた第一の場所にあった一つの門、および既述の鐘以外は何も残らず全焼してしまった｣(『日本史』)と記してある。この文中にある「我ら」というのはイエズス会のことであり、三人衆軍の兵士でイエズス会に入信している誰かが放火したとしており、『多聞院日記』や『東大寺雑集録』とは違う記載になっている。切羽詰った久秀が三人衆軍を大仏殿ごと焼き殺そうとした兵火説や、不意打ち狙いの夜襲のためやむ得ず失火してしまった説、三人衆軍の一部の兵による放火説など、現在でも議論になっている。
奈良の大仏を「戦国時代に仏頭は松永久秀の兵火によって焼き落とされ」と紹介されたり、織田信長が徳川家康に松永久秀を紹介する時に、三悪事の1つとして東大寺大仏を焼討したと紹介したので、久秀が焼討したと現在でも語られている。しかし『 大和軍記』には「（三好軍の）思いがけず鉄砲の火薬に火が移り、」と記載されていたり、『足利季世記』には「三好軍の小屋は大仏殿の周囲に薦（こも）を張って建っていた。誤って火が燃えつき、」と記載されている事から、『松永久秀の真実』では「松永方が放火して焼けたのではなく、罪があるとしても、過失により、大火を招いたものだろう。ましてや久秀が指示して大仏殿を焼いたということはあり得ない」としていたり、『筒井順慶の生涯』によると「大仏殿は久秀が意図的に焼いたものではなく、戦のさなかに三好方で起きた不慮の事故によって焼けてしまった」としていたり、今谷明によると「大仏炎上は久秀の仕業とされているが、実際は三好方の失火であった。信長に2回も謀反した悪辣ぶりが後世の付会を呼んで、すべての久秀の罪業に押付けられたのである」とする。これより直ちに「松永久秀の放火説」がなかったとは言えないが、最近の研究によると「戦の最中の不慮の失火説」が有力である。

この時焼失したのは、大仏の仏頭、伽監、念仏堂、大菩提院、唐弾院、四聖坊、安楽坊などであった。鐘楼堂も火がついたがこちらは僧侶達の消火活動によって類焼を避けることができた。いずれにしてもこの火災で三人衆軍、池田軍は総崩れになり、摂津、山城に退いていった。また、滝山城の戦いで活躍した別所軍もいたようで、5月17日に岩成友通隊が布陣していた氷室山法雲院にいたが、大仏殿が焼けるとみるや自陣を焼いて播磨へ帰国した。一方の筒井軍は後方の大乗院山に布陣していたためか、大きな被害はでず筒井城に引き上げていったと思われている。また別の説では松永軍が次々と寺を焼き払うのを見かね、東大寺を主戦場とする三人衆と意見の相違があり、残留部隊のみを残し早々に筒井城に引き上げていたという見解もある。しかしこの時の順慶の詳細な行動については記録がなく、詳しいことは解っていない。

## 戦後の影響

### その後の戦い
もう1つの戦場であった飯盛山城は三人衆の1人三好長逸の誘降戦術が功を奏して同年10月21日に開城、久秀に寝返った者は堺へ去っていった。
この戦いで勝利した松永・三好連合軍は大和での実権が大きくなっていたと思われている。『東大寺雑集録』によると、各寺院に対して「金銀米銭」による矢銭を要求しており三人衆・池田・筒井連合軍が去った後、東大寺、興福寺に代わって松永・三好連合軍が布陣しており、寺方より引き揚げを要望したところ、要求が聞き入れられることは無かった。これらにより久秀の権威が回復したと思われている。

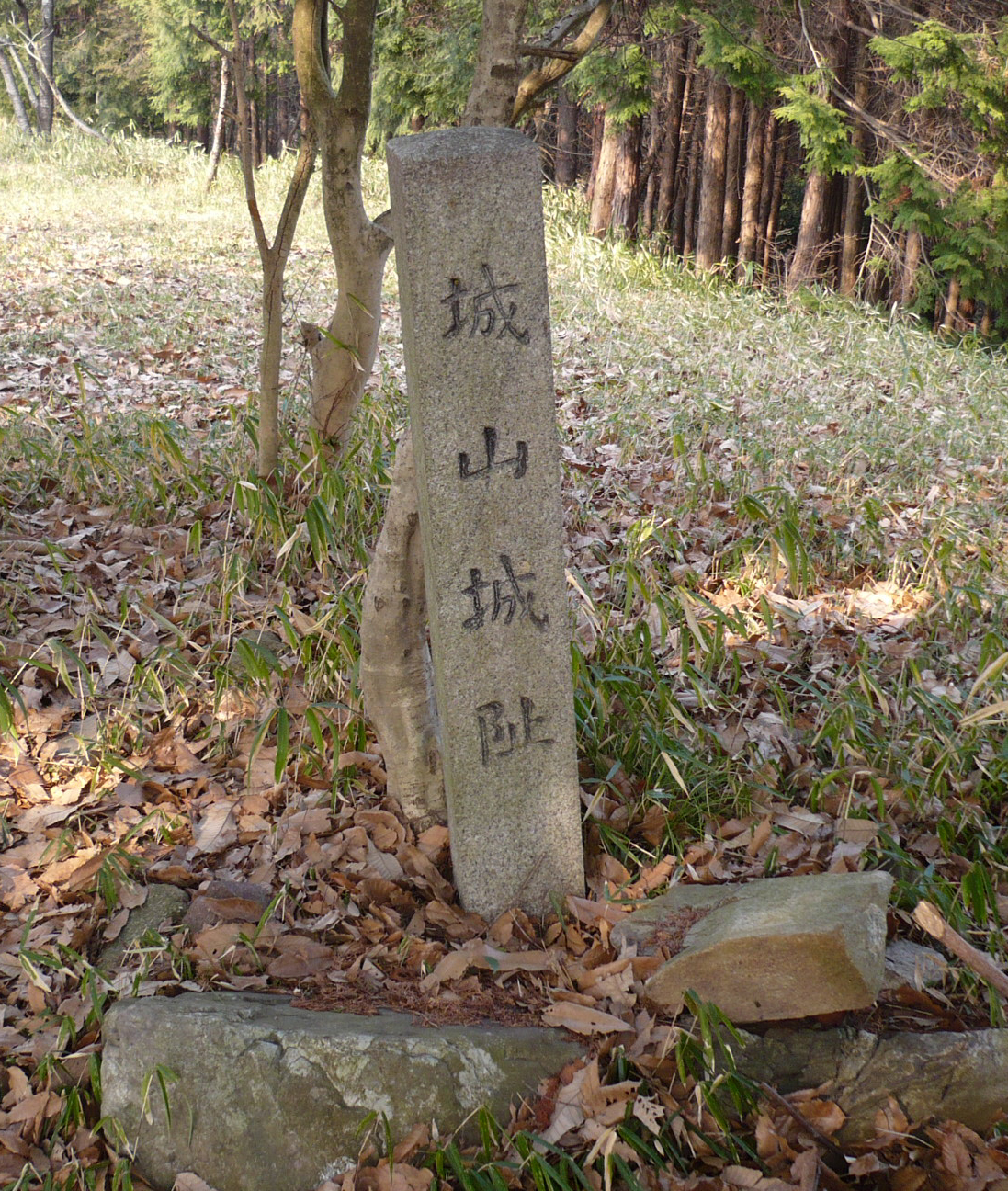
芥川山城本丸跡にある石碑

その後三人衆・筒井連合軍の小規模な戦いは断続的に続いており、戦局が変化したのが翌永禄11年（1568年）6月29日、信貴山城の戦いで信貴山城が落城すると、同年9月2日、山城木津城にいた三好政康が3千兵で西ノ京辺りに布陣した。翌9月3日多聞山城の北西の宿場を焼き、筒井軍も合流して多聞山城の東側より攻めた。その後一旦大豆山に陣取った。
再び窮地に陥った久秀であったが織田信長により状況が変化する。信長は9月12日に三人衆に就いた六角義賢を観音寺城の戦いで撃破し、足利義輝の弟・足利義昭を第15代将軍に擁立して上洛を果たすことになる（足利義栄は阿波で死去）。畿内制圧に動いていた信長に久秀は質子を入れ9月27日に芥川山城で息子の松永久通、三好義継と共に拝謁し、10月4日に再び信長に拝謁すると「吉光」と「九十九髪茄子」を差出、恭順の意を示し軍門に下ることになり、義継には河内上守護に、松永父子には大和を任されることとなった。
信長は細川藤孝、佐久間信盛、和田惟政ら2万兵の援軍をつけ、久秀は再び大和に帰国し攻勢に出た。10月8日に奪回した筒井城が再び落城し、ついで10月10日に筒井方であった森屋城と窪之庄城が、10月15日に豊田城が落城すると大和は再び久秀の手に戻った。三人衆も畿内の諸城を落とされ、三人衆の勢力は一旦畿内から放逐された。

### 東大寺大仏のその後

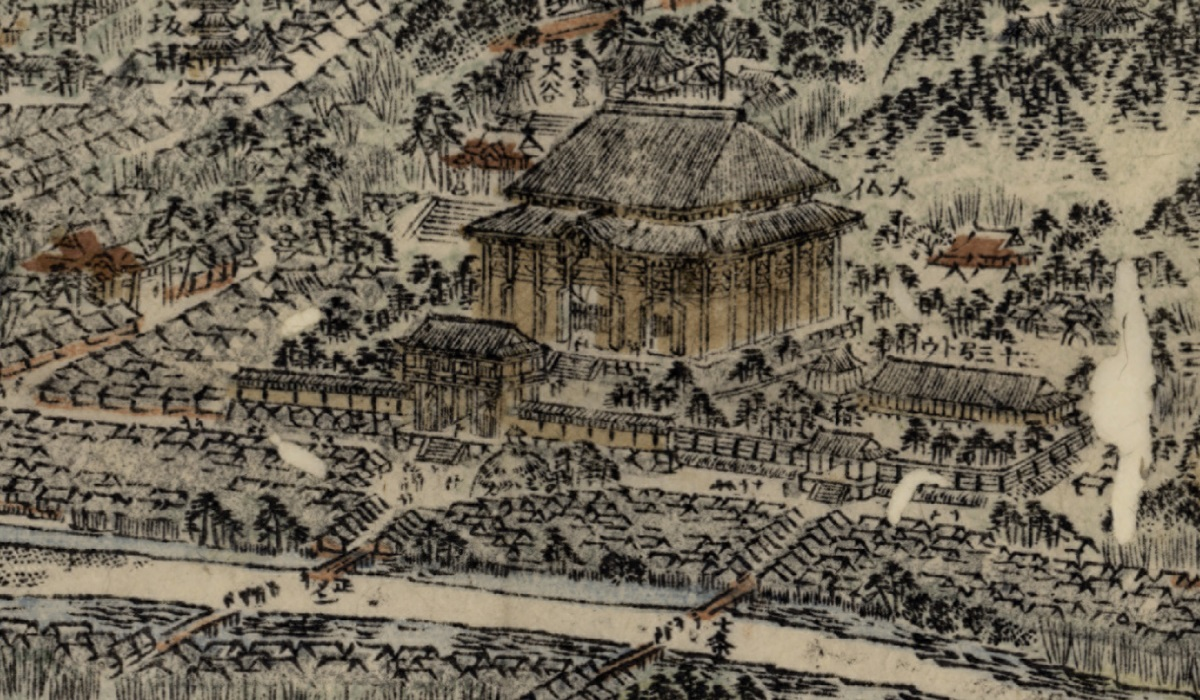
[参考]絵図に描かれた往時の方広寺大仏殿。右隣に見えるのが三十三間堂。かつては方広寺大仏殿が日本最大の木造建築であった。(「花洛一覧図」京都府立京都学・歴彩館デジタルアーカイブ 一部改変)

頭部を失った東大寺大仏は、永禄11年より山田道安の手によって補修と修理を実施したが、戦国の争乱で十分な資金が集まらなかったようで、頭部を銅板で仮補修した程度にとどまり、大仏殿のほうはその目途すら立っていなかった。その後何度か大仏再興の動きはあったが、こちらも充分な資金が集まらず、遅々として進まなかった。大仏はその間雨風にさらされ続けていた。天下人になった豊臣秀吉は天正14年（1586年）に、焼損した東大寺大仏に代わる新たな大仏の造立を発願し、京都に方広寺大仏（京の大仏）が造立されたが、秀吉は東大寺大仏再建への着手は行わなかった。南都焼討を行い（故意か過失かは不明であるが）東大寺大仏を焼失させた平家に代わり政権を握った源頼朝が、早急に東大寺大仏再建への援助を行ったこととは対照的である。
江戸時代に入った貞享元年（1684年）に公慶によってようやく本格的な復興計画が企図される。江戸幕府の援助のもと、貞享4年（1687年）から建設用の資材が用意され、宝永2年（1705年）に棟上げが行われ、宝永6年（1709年）3月21日に盛大な落成供養が営まれ、今日のような寺院の構成となった。東大寺大仏殿の再建が完了した宝永6年(1709年)から、方広寺大仏・大仏殿が落雷で焼失した寛政10年(1798年)までは、京都(方広寺)と奈良(東大寺)に、大仏と大仏殿が双立していた。
ちなみにその後、東大寺大仏は明治10年（1877年）より大正4年（1915年）まで長期による大規模な修復が実施された。

## 補説

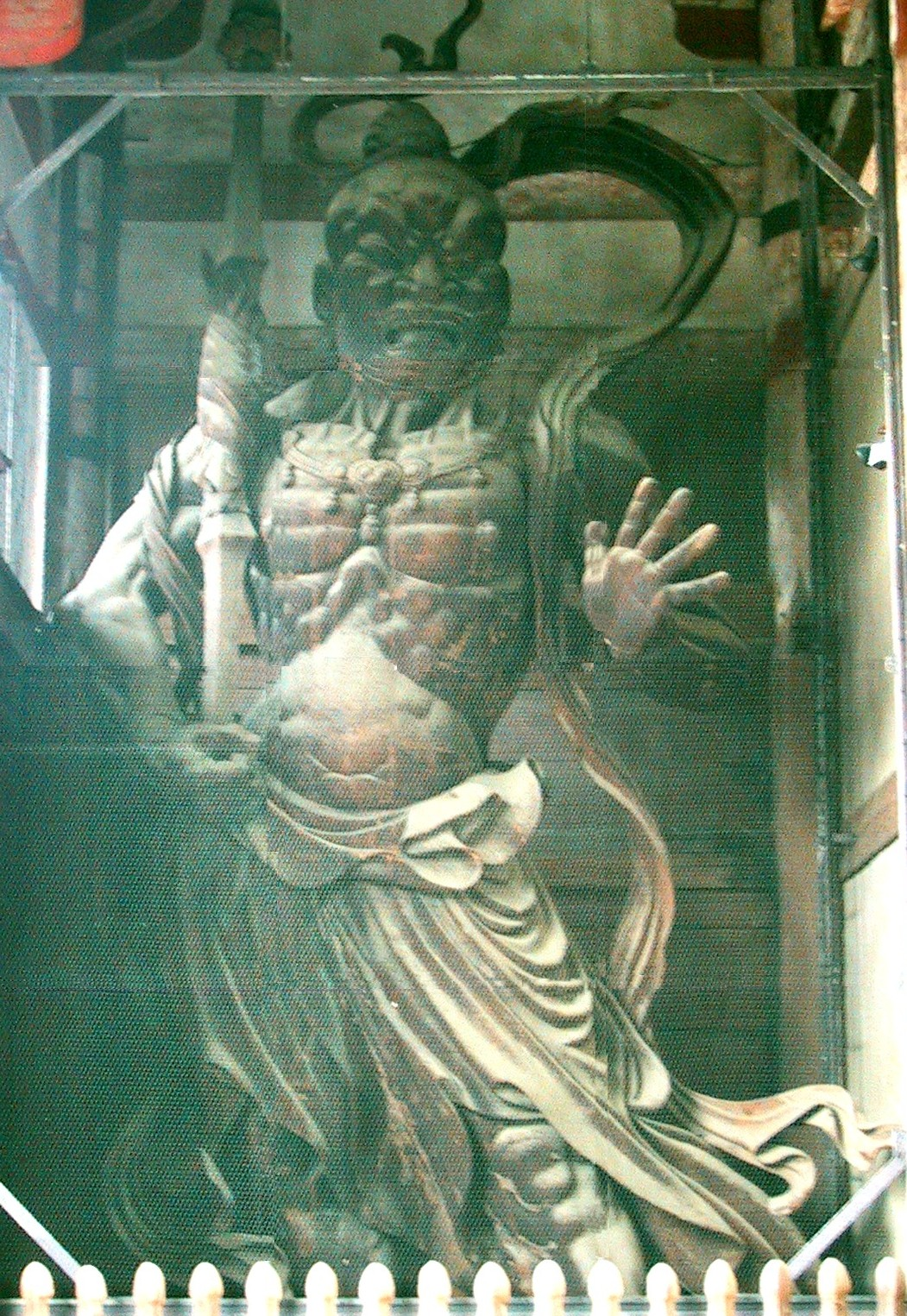
木造金剛力士立像（国宝）

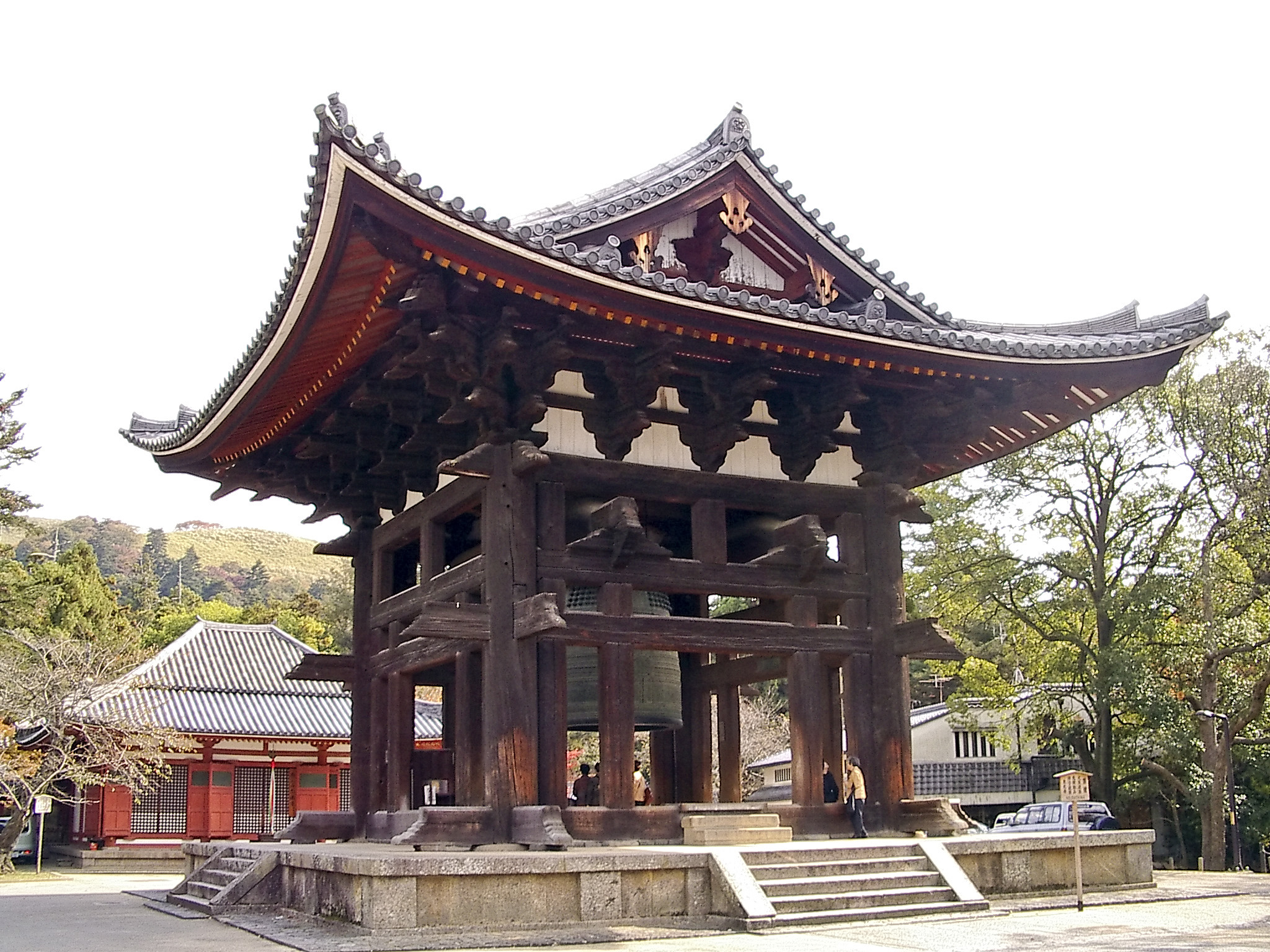
延焼を免れた現在の東大寺の鐘楼堂

- 1988年（昭和63年）から実施された国宝木造金剛力士立像の解体修理で、永禄10年4月24日の夕刻より東大寺の南大門周辺で行われた銃撃戦の物と思われる銃弾が発見された。
- 松永軍が由緒ある寺院を焼き払っている時、大和は日照りが続いていたようで、これに農家は困惑していた。当時の状況を『多聞院日記』によると、雨が降らないのは「悪業増盛」のためであると記載されている。また、筒井軍の中にも連日の暑さのためか気が緩んだ者がいたらしく、密かに松永軍と通じていた者がおり、順慶自身に断罪される者もいたようである。
- また久秀が寺院を焼いたのは、陣地として使用されることがないように戦術的な目的で焼き払ったと思われているが、一部松永軍が乱暴した結果焼失した寺もあったようで、これら含め『多聞院日記』の「悪業増盛」との記載に繋がっているとする見方もある。東大寺大仏殿の戦いが続いている中、奈良の各寺社では雨を願う祈祷が行われていたようである。
- この祈祷降雨の験（げん）があったのか、永禄10年10月8日の夜から9日の朝まで雨が降っていたようで、『多聞院日記』には、後に松永父子が自害する天正5年（1577年）の信貴山城の戦いでは同じ10月10日から翌11日かけて雨が降っていたと記載されているので、「東大寺大仏殿の戦い」も10月8日以後、断続的に雨が降っていたのではないかと思われている。しかし、大和は連日の日照り続き、乾燥していた寺院の火の勢いを弱める程の効果はなかったようである。
- 阿波公方側史料によると、足利義栄死後の足利義助の上洛行動を小笠原成助に阻止されたことは、三好三人衆にとっては、（成助の義兄弟（姉婿）である）松永久秀に対するこの上ない反発を煽り、その結果南都で戦乱になったとある。

## 参考文献

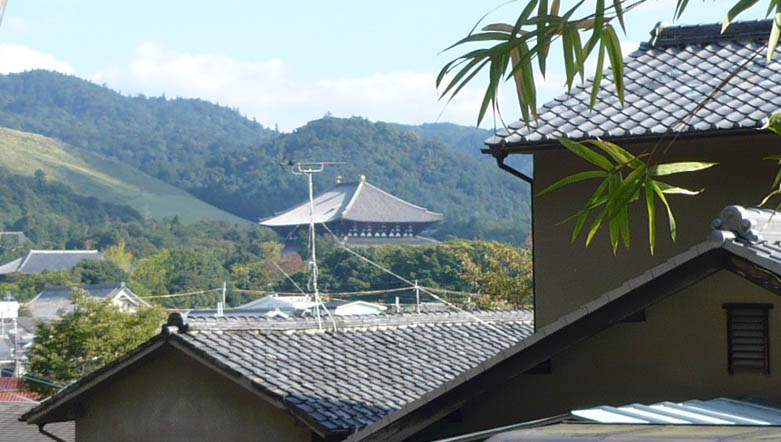
多聞山城から東大寺を撮影